# 迪克·沃里塞克
迪克·沃里塞克（英語：Dick Vorisek，1918年2月21日—1989年11月7日），美国音频工程师。他因电影烽火赤焰万里情提名了奥斯卡最佳音响效果奖。1947年至1988年间，沃里塞克曾参与超过130部电影的制作。

## 部分影视作品
- 烽火赤焰万里情 (1981)[1]